# Modalohr

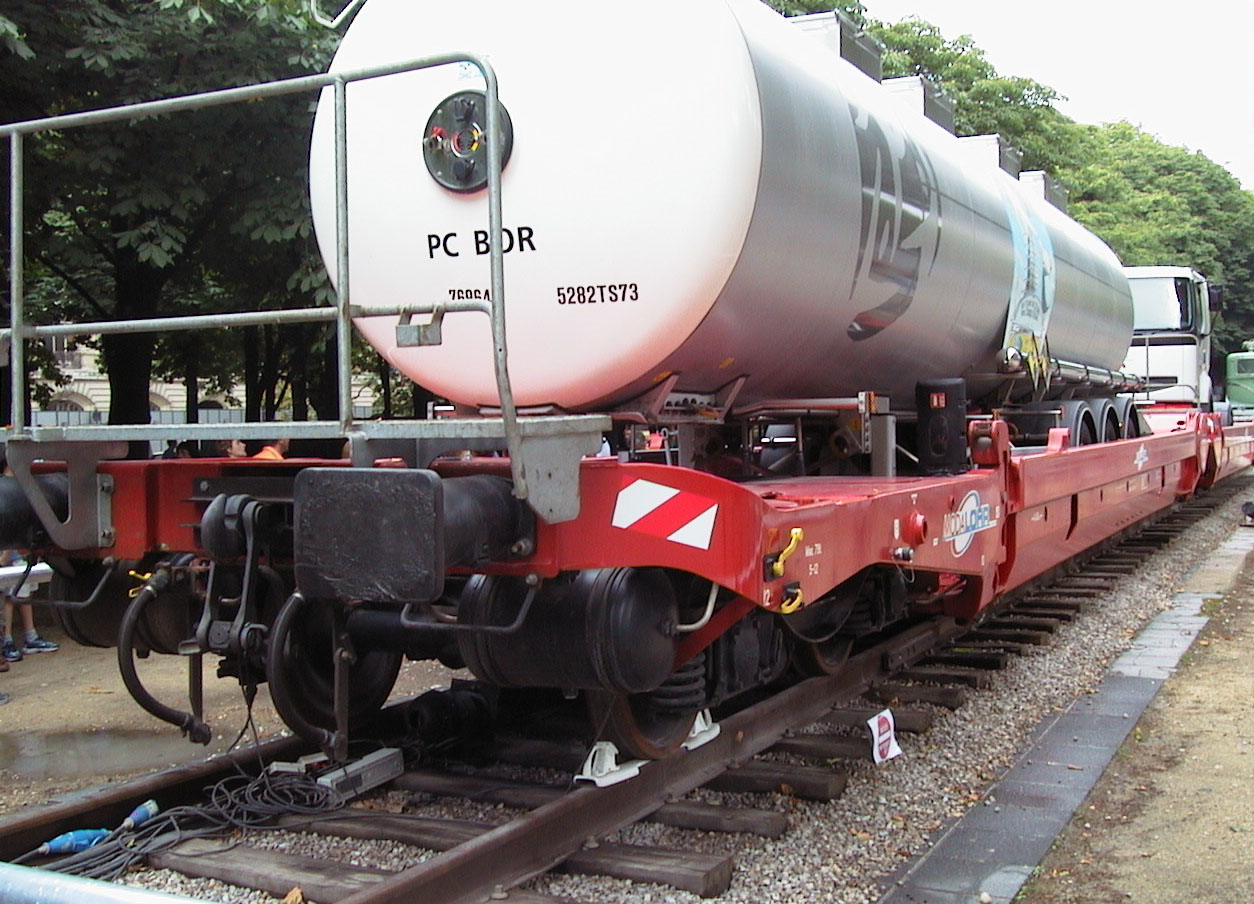
Vagon Modalohr

Modalohr (také: Lohr Railway System) jsou speciální železniční vagóny alsaské firmy Lohr, které umožňují intermodální přepravu (to je po silnici i po železnici) silničních návěsů.

## Firma Lohr Group
Lohr Group má čtyřicetiletou zkušenost s produkcí transportních systémů pro nákladní i osobní dopravu. Inovací je systém nakládání kamionů s přívěsy, který v roce 1999 vyvinula alsaská firma Modalohr. Nízké vagony mají otočnou platformu, která umožňuje, aby nákladní vůz najel i s přívěsem na vlak za třicet minut.
Tato „dálnice na kolejích“ stála 56 milionů eur. 36 milionů vynaložil francouzský stát na renovaci trati a vybudování tunelů, 20 milionů eur, včetně 17 milionů na nákup vagonů, investoval provozovatel, společnost Lorry-Rail. Do roku 2010 by měl ve Francii ročně po železnici přejet milion kamionů.

## Princip vagónu Modalohr

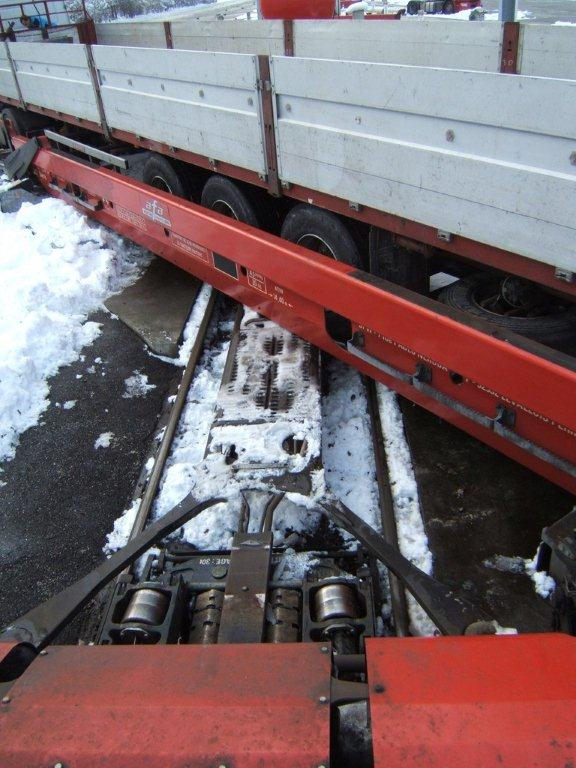
Detail nakládky na vagón Modalohr

Princip spočívá v otáčení prostřední nákladové části, která je snížená kvůli snížení výšky návěsu. Tato střední část je na otočném čepu, který se v terminálu pomocí obsluhy vytočí zhruba o 30 stupňů, aby mohl kamion najet na vagon, kde se odpojí návěs, se kterým se ložná část zase vrátí do původní pozice. Tento proces probíhá na všech vagonech bez potřeby jeřábů a jiných doprovodných systémů. Návěs je po železnici přepravován bez tahače, tedy nedoprovázený.